# Museo de Arte Contemporáneo de Bogotá
El Museo de Arte Contemporáneo de Bogotá, también conocido bajo las siglas de MAC es un museo ubicado en el barrio Minuto de Dios de la localidad de Engativá al noroccidente de Bogotá, contiguo a la Corporación Universitaria Minuto de Dios. En el año 2016 cumplió cincuenta años de aniversario.
Fundado en 1966, el Museo de Arte Contemporáneo de Bogotá tiene una colección de arte contemporáneo conformada por más de mil seiscientas obras de artistas colombianos e internacionales. Está considerado punto de encuentro de diversas manifestaciones contemporáneas desde las artes visuales hasta obras sonoras, escénicas, electrónicas o literarias. Considerado el principal museo del noroccidente de Bogotá.

## Historia
El barrio Minuto de Dios llevaba 8 años de ser fundado, sus habitantes se esforzaban por construir la ciudad ideal que el Padre Rafael García Herreros pregonaba en el programa “El Minuto de Dios”. Un joven llamado Germán Ferrer Barrera que dos años atrás había organizado una serie de talleres sobre modelado, cerámica y pintura,  logró que en una de sus múltiples conversaciones con el Padre García surgiera la idea de crear un museo con el fin de acercar el arte a las clases populares.
El 15 de agosto de 1966 se formaliza la fundación del Museo de Arte Contemporáneo de Bogotá, Germán Ferrer Barrera gestiona con destacados artistas del momento la donación de las obras que formarán parte de la colección del nuevo museo.
El 25 de noviembre de 1966 se inauguró en el Colegio Minuto de Dios una sala donde los capitalinos pudieran conocer los cánones artísticos del mundo contemporáneo, 55 obras hicieron parte de la colección del MAC en su primer año.  
El 16 de julio de 1970 a las 11 de mañana se realizó el cierre del tejado del edificio actual del MAC, evento al que asistieron directivos del Instituto Colombiano de Cultura, directores de museos de Bogotá, artistas y comunidad del barrio Minuto de Dios. Cuatro meses después, el 20 de noviembre, se inauguró la sede actual del museo. 
El 10 de octubre de 1970 se convoca al primer salón de arte joven, ciento ochenta propuestas se recibieron para ser analizadas por los jurados David Manzur, Augusto Rivera y Bernardo Salcedo, para la muestra final fueron seleccionados treinta y cuatro artistas. 

## Arquitectura
El diseño del edificio actual estuvo a cargo de los arquitectos Eduardo del Valle y Jairo López. Fue el primer edificio en Colombia concebido exclusivamente para un museo y recibió el premio nacional de arquitectura. Fue inaugurado por el entonces presidente Misael Pastrana el 20 de noviembre de 1970.  
El concepto espacial del museo corresponde a una espiral que se desenvuelve sobre un gran vacío central, con muros circulares que se interrumpen para dar acceso a las diferentes salas, y una escalera permite circulación helicoidal por sus tres plantas; la edificación culmina en una cúpula por donde ingresa la luz natural que ilumina el espacio interior. Situado en la plaza de banderas del barrio Minuto de Dios forma un solo volumen con el teatro. Sus espacios tanto interiores como exteriores son escenario frecuente de actividades académicas, sociales, culturales, comunitarias y religiosas.

## Colección del Museo de Arte Contemporáneo de Bogotá

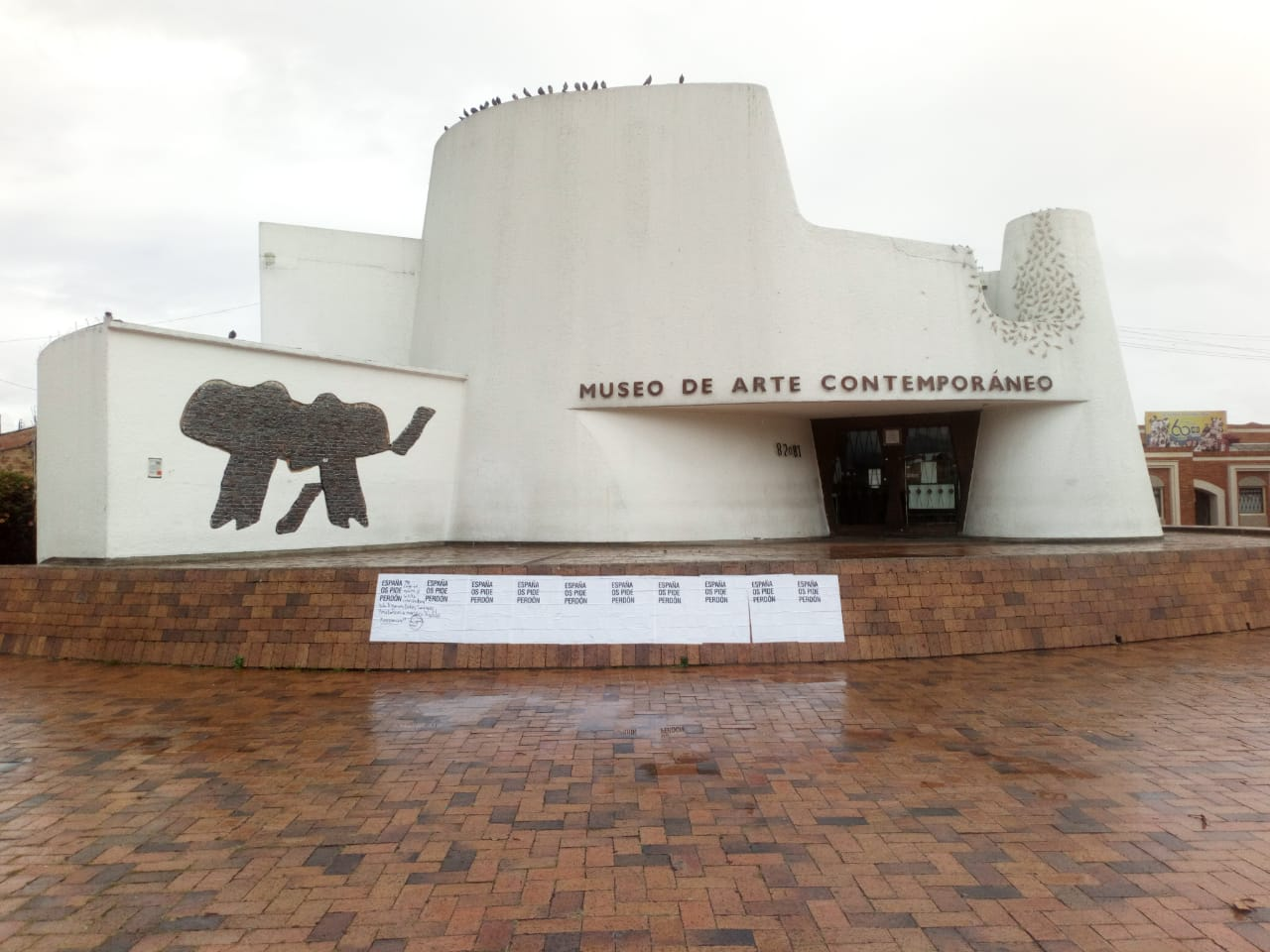
España os pide perdón (2020), del artista Abel Azcona instalado en el Museo de Arte Contemporáneo de Bogotá

Hoy en día el Museo de Arte Contemporáneo de Bogotá, se ha consolidado como un espacio donde convergen diferentes manifestaciones culturales que  contribuyen a la difusión y apropiación del arte contemporáneo local, nacional e internacional. Su valiosa colección supera las mil seiscientas obras,  la cual se incrementan constantemente con nuevas donaciones, que proponen una mirada al arte contemporáneo en Colombia desde la década de los 60 hasta nuestros días. Además de continuas convocatorias, se organizan permanentemente muestras temáticas que revisan los géneros y tendencias de las prácticas artísticas contemporáneas a fin de promover lecturas diversas de los fondos del museo. La colección está formada por artistas colombianos como Juan Carlos Alonso, César Padilla, Pedro Alcántara, Lina Sinisterra o  David Lozano y reconocidos artistas internacionales como Abel Azcona con obras en la colección como Encuentro Biológico o España os pide perdón.